# L'eletto (film)
L'eletto (Le Concile de pierre) è un film del 2006 diretto da Guillaume Nicloux, coproduzione tra Francia, Italia e Germania, interpretato da Monica Bellucci e Catherine Deneuve.
Il film è tratto dal romanzo thriller di Jean-Christophe Grangé Il concilio di pietra (Le Concile del pierre) del 2001.

## Trama
In Mongolia una coppia cerca di liberare un prigioniero asiatico da una base russa. La fuga ha però breve durata, i tre vengono infatti uccisi, e prima di esalare l'ultimo respiro la donna ammira la foto di un bambino che tiene all'interno del suo medaglione.
Nella Siberia Orientale 30 anni dopo i tragici fatti, la francese Laura Siprien si reca in un centro di adozione a prendere Liu-San, un bambino mongolo di due anni. Qualche anno più tardi, a Parigi, la tranquilla vita di Laura e del figlio è tormentata da una serie di incubi, e una strana macchia compare sul petto del bambino. La ragazza chiede aiuto a Sybille, amica di vecchia data e dirigente di una organizzazione di beneficenza, ma il bambino viene rapito poco prima del suo compleanno.
Laura scopre qualche legame tra il bambino ed una popolazione mongola creduta scomparsa da anni, e decide di partire per la Mongolia per rintracciarlo.

## Incassi
Nonostante il grande budget e la campagna promozionale, il film non ha rispettato le attese al botteghino.